# Юхновщина
Юхно́вщина — деревня в Гдовском районе Псковской области России. Входит в состав городского поселения «Гдов» Гдовского района.

## География
Расположена в 1,5 км к северо-западу от Гдова и в 1 км от берега Чудского озера.

## История
До 2005 года деревня входила в состав ныне упразднённой Гдовской волости.

## Население
Численность населения деревни по оценке на 2000 год составляет 3 человека, по переписи 2002 года — 8 человек.